# Katalyzátor
Katalyzátor (z řeckého κατα-λύτης kata(dolu)lýtés) je látka, vstupující do chemické reakce a vystupující z ní nezměněná, zvyšující pravděpodobnost uskutečnění této reakce. Slovo katalyzátor se někdy používá i v přeneseném smyslu pro jakoukoli událost, osobu apod., které přispějí k uskutečnění nějaké změny, tedy zvýší pravděpodobnost této změny, neboli sníží odpor proti této změně (v souladu s významem předpony kata-).
Paradoxně bývá výjimečně katalyzátorem označen inhibitor. A to ve specifickém případě, kdy popisujeme dvojici či n-tici souběžných reakcí, reakční komplex. V primární reakci vzniká produkt, paralelní sekundární reakce brzdí primární reakci. Je-li přítomen inhibitor sekundární reakce, pak tento inhibitor, z hlediska celého reakčního komplexu, zvyšuje pravděpodobnost-rychlost-množství vznikajícího primárního produktu, a bývá označen za katalyzátor. To je však chemicky nepřesné, lepší termín pro tento případ je pseudokatalyzátor. (Touto licencí se nelze nechat zmást k chybnému pochopení pricipu katalýzy.)
V živých organismech jako katalyzátory fungují enzymy nebo ribozymy.
V automobilech se používá součástka katalyzátor, ve které se katalytickými reakcemi přeměňují některé škodliviny ve výfukových plynech na méně škodlivé látky.

## Princip funkce katalyzátoru
Katalyzátor tvoří s reaktanty málo stabilní komplex, který se v dalším kroku rozpadá na požadované produkty a katalyzátor. Schematicky je možné tuto reakci zapsat:
A + B + Kat → Komplex → C + Kat
nebo
A + B + Kat → Komplex → C + D + Kat
a podobně.
Aktivační energie těchto procesů jsou nižší, než aktivační energie nekatalyzované reakce. Snížení aktivační energie umožňuje provádět reakce za mírnějších podmínek, např. za nižších teplot nebo při běžném (atmosférickém) tlaku.
Katalýza neposunuje rovnováhu reakce, pouze urychluje její ustanovení.

Poznámka k pojmu reaktant, substrát:

Chemická reakce je obecně děj, při kterém zanikají některé, případně všechny vazby v molekulách výchozích látek (reaktantů) a vznikají vazby nové za vzniku jiných látek (produktů). Reaktanty v organické chemii obvykle dělíme do dvou skupin: na substráty (větší organická molekula) a činidla (jednodušší, často anorganická látka, která poskytuje obdobné reakce s celou řadou substrátů). Substrát je látka, která podléhá katalytické reakci.

## Druhy katalýzy
- Homogenní – reaktanty a katalyzátor jsou v systému přítomny ve stejné fázi.
- Heterogenní – nejčastěji je katalyzátor pevný a reaktanty jsou plynné. Tento typ katalýzy se často používá v průmyslu (odpadá problém oddělování katalyzátoru z reakční směsi).
- Enzymová – se často považuje za samostatný typ katalýzy, byť se v živých organismech často (avšak zdaleka ne vždy) jedná o homogenní proces. Enzymy se pro využití v průmyslu často imobilizují na vhodném nosiči (např. silikagel), pak se jedná o „heterogenní katalýzy“. Pozn.: Pro určité problémy spojené s heterogenizací enzymu se v poslední době objevuje nový postup „enkapsulace“ (~zapouzdření).
- Autokatalýza – jedná se o zvláštní případ katalýzy, kdy jako katalyzátor působí jeden z produktů reakce.

## Užití katalyzátorů
V průmyslu se katalyzátory používají nejméně v 60 % chemických syntéz. Jedná se například o Zieglerovy–Nattovy katalyzátory, které se používají při výrobě polyethylenu a polypropylenu.

## Katalyzátor a chemická rovnováha
Katalyzátor pouhou přítomnosti nikdy nepůsobí změnu chemické rovnováhy, pokud existuje zdání takového vlivu, je tento vliv vždy druhotný, například:

1. Katalyzátor umožní průběh chemické reakce za podmínek, kdy by jinak nebyla možná. Za těchto podmínek je však termodynamická rovnováha jiná.
2. Zpomalením nebo kinetickým znemožněním konkurující chemické reakce nebo relativním urychlením žádané chemické reakce vůči konkurující dojde k navýšení výtěžku žádaného produktu/produktů.
3. Difuzním brzděním jen některých produktů při průniku od aktivních center katalyzátoru.

Tyto efekty mohou vyvolat dojem, že katalytický proces produkuje větší než rovnovážné množství produktu, chemická rovnováha tím však porušena není.

## Katalyzátory
Jako katalyzátor se může použít řada sloučenin nebo i některé prvky. Složení katalyzátoru není prozatím možné odvodit pouze za použití teoretického popisu, experimentální výzkum má v katalýze nezastupitelné místo. Toto složení závisí na procesu, který má být katalyzován. Katalyzátor obsahuje katalyticky aktivní složku. Katalyticky aktivních složek může být v jednom katalyzátoru obsaženo i více (např. detoxikační katalyzátory v autech, katalyzátor používaný při reformování benzínů v rafinériích). Krom katalyticky aktivní složky katalyzátory obsahují ve většině případů nosič na jehož povrchu bývá aktivní složka nanesena. Tím je zajištěn veliký povrch katalyzátoru. Nosič má však zpravidla i jiné úlohy jako je vychytávání katalyzátorových jedů, udržování pH, některé nosiče dokonce participují na katalytickém procesu. Nosiče jsou zpravidla porézní vysokopovrchové materiály, např. aktivní uhlí, různé formy oxidu hlinitého, hořečnatého a v poslední době velmi často synteticky připravené krystalické alumosilikáty – zeolity. Katalyzátory dále často obsahují kokatalyzátor (sloučeniny pracující spolu s katalyzátorem zpravidla v cyklu/ech) a promotory (složky modifikující různé vlastnosti katalyzátoru, např. kyselost, stálost a těkavost ostatních složek). Klasifikace aktivních složek a katalyzátorů samotných je velmi problematická. Pro pochopení je však vhodné kritérium „podle reakce, která je katalyzována“:
1. Hydrogenačně-dehydrogenační reakce jsou jednou z nejlépe prostudovaných oblastí. Ty bývají katalyzovány kovy např. Pt, Pd, Ni, Cu, ad. Dehydrogenace bývají ovšem katalyzovány oxidy těchto kovů, protože je nutné pro termodynamická omezení dehydrogenační procesy provozovat za vyšších teplot nežli hydrogenace a oxidy mají vyšší body tání než kovy (tímto způsobem se zamezí sintraci částic kovu na povrchu nosiče). V případě hydrogenací, kdy reakční směs zahrnuje sirné nečistoty desaktivující kovové katalyzátory se jako samotný katalyzátor používá zpravidla sulfid příslušného kovu, který je sice ve smyslu hydrogenace méně aktivní než příslušný kov, ale už nepodléhá otravě. Např. Co-Mo-S se používá pro hydrogenační rafinaci produktů primární rektifikace ropy. K selektivním hydrogenacím např. trojné vazby C-C na dvojnou vazbu se používají selektivní katalyzátory jako např. olovem částečně desaktivovaná platina nebo speciálními Pd katalyzátory. Nikl je katalyticky aktivní ve smyslu hydrogenace až při vyšších teplotách, při kterých však má již značné hydrogenolytické účinky (tedy štěpení C-C a dalších vazeb). Avšak nikl je velmi aktivní při parním reformování zemního plynu (reversní k methanizaci, taktéž katalytickým niklem). Dále např. měď není dostatečně aktivní na hydrogenaci aromátů avšak je dostatečně aktivní pro redukci NO2 skupin na NH2 skupiny, proto je také hlavní složkou průmyslového katalyzátoru katalyzujícím přímou redukci nitrobenzenu vodíkem na anilín. Tento proces byl vyvinut v Česku profesorem J. Paškem na VŠCHT v Praze jako náhrada původního velmi neefektivního postupu výroby anilinu technologie je ověřena a byla aplikována doma i v zahraničí.

1. oxidace
2. reakce katalyzované komplexy kovů
3. kysele katalyzované reakce
4. ostatní